# محمد البياع
«محمد صلاح الدين البياع» شخصيه مصرية من أصل بورسعيدى ولد في المملكة العربية السعودية في 15أكتوبر1980، عاد إلى مصر عام 1997 وأقام في مركز دمنهور محافظه البحيرة، تخرج من كليه الحقوق جامعه طنطا عام 2004، وألتحق بالمعهد العالى للفنون المسرحية عام 2005 وتخرج منه عام 2009 بتقدير جيد جداً.

## أعمال التليفزيونية
- الملك فاروق في مسلسل «الامام المراغى» بطولة حسن يوسف إخراج وفيق وجدى
- الأمير العزيز في مسلسل «على باب مصر» بطولة يوسف شعبان ورغده إخراج هانى إسماعيل
- حسين الحسيني في مسلسل «ثوره وحكايه» إخراج وليد عبد العال
- رفيق في مسلسل «فستان الفرح» إخراج ناجي انجلو
- الملك فاروق في مسلسل «ليلى مراد» رمضان 2009
- عادل في مسلسل «أيام الحب والشقاوة» إخراج صفوت القشيري 2010
- يوسف في مسلسل «في مهب الريح» إخراج وليد عبد العال 2010
- الملك فاروق في مسلسل «رجل من هذا الزمان» 2011
- حسين الشافعي في مسلسل «صديق العمر» إخراج عثمان أبولبن 2014
- الملك فاروق في مسلسل الجماعة 2 عام 2017

## أعماله المسرحية

### تمثيل
- دون لولو في مسرحية الجرة إخراج د.نبيلة حسن
- كاليجولا في مسرحية كاليجولا تأليف البيركامى إخراج سامح بسيوني
- ستيبان في مسرحية العادلون تأليف البيركامى إخراج أيمن الخشاب.
- الوزير مسرحية السلطان الحائر إخراج أحمد متولى
- سيف الدين مسرحية باب المفتوح.. إخراج سيد فجل
- سالم مسرحية الغواية إخراج مصطفى هلال
- عصمت مسرحية أولادنا في لندن إخراج دكتوره نبيله حسن
- هرقل مسرحية هرقل إخراج دكتوره نبيله حسن
- مسرحية ولا العفاريت الزرق لد.محمود زكي
- مسرحية بطل في الزريبة إخراج د.نبيلة حسن
- الدكتور حسن مسرحية كرسي الحكومة

### إخراج
- مسرحية «الجرة» تأليف لويجي براندللو والحاصل فيها على جوائز احسن مخرج ثالث على مستوى جامعات مصر في مهرجان الفيوم للعروض القصيرة
- مسرحية «أمل لبكره» لمحمد مبروك في منظمة بلان لدعم ذوى الأحتياجات الخاصة
- مسرحية «عروسه الا ربع» لمحمد مبروك في منظمه بلان أيضاً
- مسرحية «البتاع طلع في بيتنا» عن نص علي سالم البترول طلع في بيتنا
- مسرحية «يوم من هذا الزمان» لسعدالله ونوس بفرقه بيت ثقافة الدلنجات عام 2013 ونجح في تصعيد العمل للمهرجان الختامى بتقدير كبير.
- مسرحية «كرسى الحكومة» لسيد الشربجى بفرقه الدلنجات المسرحية عام 2014

## وصلات خارجية
- محمد البياع على موقع الدهليز
- محمد البياع على موقع قاعدة بيانات الأفلام العربية